# Geoffrey Wilkinson
Pour les articles homonymes, voir Wilkinson.
Sir Geoffrey Wilkinson (14 juillet 1921 - 26 septembre 1996) est un chimiste britannique. Ernst Otto Fischer et lui sont colauréats du prix Nobel de chimie en 1973 pour leurs travaux en chimie organométallique.

## Biographie
Originaire de la région de Yorkshire en Angleterre, il fait ses études universitaires au Imperial College. Ses premières recherches sont dans la chimie nucléaire, d'abord (1942-46) sur le projet canadien d'énergie nucléaire à Montréal et à Chalk River, et ensuite (1946-50) à l'Université de Californie à Berkeley sous la direction du professeur Glenn Seaborg.
Ensuite il se dirige vers la chimie inorganique, surtout les complexes des métaux de transition avec des ligands tels que le monoxyde de carbone et les alcènes. En 1955, il devient titulaire d'une chaire de chimie inorganique au Imperial College. Ses recherches subséquentes portent presque exclusivement sur les complexes des métaux de transition.
Il est connu pour sa découverte du catalyseur de Wilkinson RhCl(PPh3)3, employé pour l'hydrogénation industrielle des alcènes en alcanes et découvre aussi la structure du ferrocène, Fe(C5H5)2.
Il partage avec Ernst Otto Fischer le prix Nobel de chimie en 1973 « pour leurs recherches pionnières, effectuées de façon indépendante, sur la chimie des organo-métalliques, les dénommés complexes sandwich ». Il est aussi connu pour avoir écrit, avec F. Albert Cotton, un des manuels les plus renommés en chimie inorganique : Advanced Inorganic Chemistry (surnommé « Cotton and Wilkinson »).
Il est fait Membre de la Royal Society en 1965 et chevalier en 1976.